# Mauro Zárate
Mauro Matías Zárate (Buenos Aires, 18 marzo 1987) è un ex calciatore argentino, di ruolo attaccante.

## Biografia
È nato nell'area metropolitana di Buenos Aires nella frazione di Haedo, quintogenito di una famiglia agiata nella quale il calcio veniva considerato una professione. Suo nonno Juvenal era cileno e giocava anche lui a calcio. Il padre, Sergio, ha giocato nell'Independiente, mentre la madre, nata a Vena di Maida, frazione di Maida, in provincia di Catanzaro, negli anni cinquanta emigrò piccolissima in Argentina. Dei cinque figli quattro hanno praticato il calcio: Sergio (un'esperienza con l'Ancona nel campionato 1992-1993), Ariel, Rolando, e Mauro.
Soprannominato Zárate kid in onore del famoso film di arti marziali, dal 2009 è legato alla modella e showgirl argentina Natalie Weber, che ha sposato il 1º luglio 2011 a Buenos Aires.
Il 1º gennaio 2012 è nata la figlia primogenita Mia.

## Caratteristiche tecniche
Calciatore dal notevole bagaglio tecnico, si distingue per le doti nel dribbling e l'abilità nel concludere a rete con entrambi i piedi.
La sua duttilità tattica gli permette di ricoprire varie posizioni nel reparto offensivo, prediligendo il ruolo di attaccante laterale per accentrarsi verso l'area. Può inoltre agire sulla trequarti, a ridosso delle punte.

## Carriera

### Club

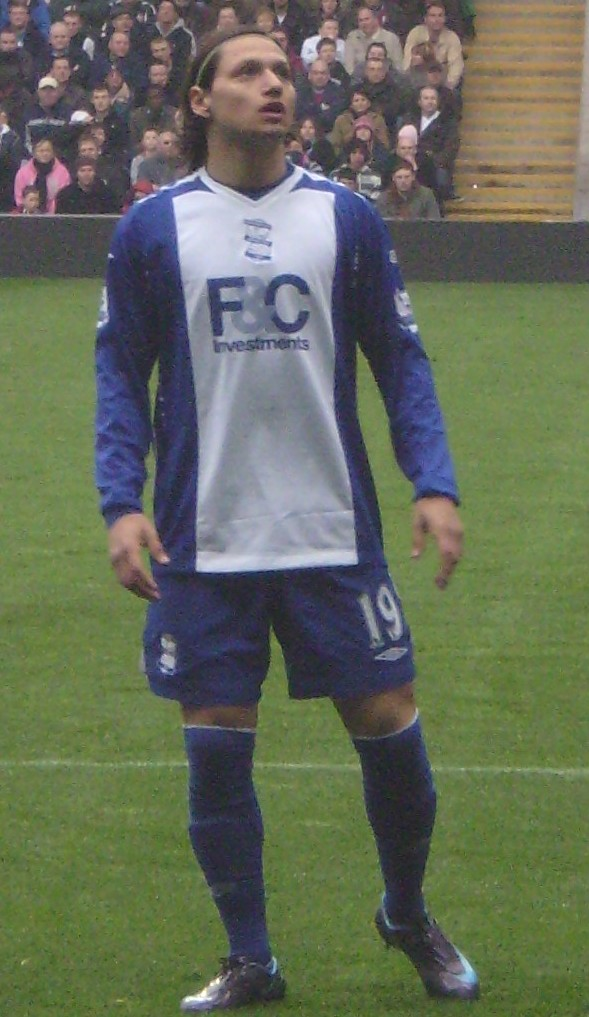
Zárate con la maglia del Birmingham City nel 2008.

#### Vélez Sársfield
Mauro Zárate comincia la sua carriera nelle giovanili del Vélez Sársfield, venendo convocato più volte in prima squadra già a 17 anni. Nel Torneo di Apertura 2006 inizia ad essere schierato titolare, visto il trasferimento di suo fratello Rolando ai Tigres UANL, squadra messicana. In questo torneo mette a segno 12 reti, risultando insieme a Rodrigo Palacio del Boca Juniors il miglior marcatore. Vince il Clausura 2005, concludendo la carriera in Argentina con un totale di 22 reti in 75 partite.

#### Al-Sadd e il prestito al Birmingham
Il 23 giugno 2007 viene acquistato per una cifra vicina ai 20 milioni di dollari dal club qatariota dell'Al-Sadd, con il quale Mauro totalizza 4 reti in 6 gare. Il giocatore dichiarerà successivamente che quella di andare in Qatar fu una decisione presa esclusivamente per ragioni di carattere economico, visto che infatti le partite erano particolarmente tristi, così come vivere quotidianamente a Doha, dove non aveva nessun amico.
Il 21 gennaio 2008 decide quindi di trasferirsi in Inghilterra, al Birmingham City. Con la formazione dei Bluenoses gioca per sei mesi con la formula del prestito, realizzando la sua prima rete in Premier League il 22 marzo 2008 nella partita persa per 2-1 in casa del Reading. La giornata successiva segna la prima doppietta nella Premier League contro il Manchester City, contribuendo in maniera decisiva alla vittoria della sua squadra per 3-1, mentre il 12 aprile piazza in extremis un preciso calcio di punizione che vale il pareggio (1-1) contro l'Everton. Conclude la sua breve avventura oltremanica con 4 gol in 14 partite, che non sono stati sufficienti a salvare i Bluenoses, piazzatisi a fine campionato al penultimo posto in classifica e retrocessi in Championship, la serie cadetta inglese, il 13 maggio ritorna dal prestito.

#### Lazio e il prestito all'Inter
Il 9 luglio 2008 viene ingaggiato ufficialmente dalla Lazio. Arriva in prestito oneroso per circa 3 milioni di euro, con diritto di riscatto a favore della squadra capitolina per un totale di circa 17 milioni. Il giocatore, per conto suo, avrebbe percepito durante quell'anno un ingaggio di circa un milione di euro, tempo nel quale sarebbe scaduto il contratto. Dopo aver scelto inizialmente la maglia numero 9, cambia poco dopo prendendo la numero 10 lasciata da Roberto Baronio trasferitosi al Brescia.

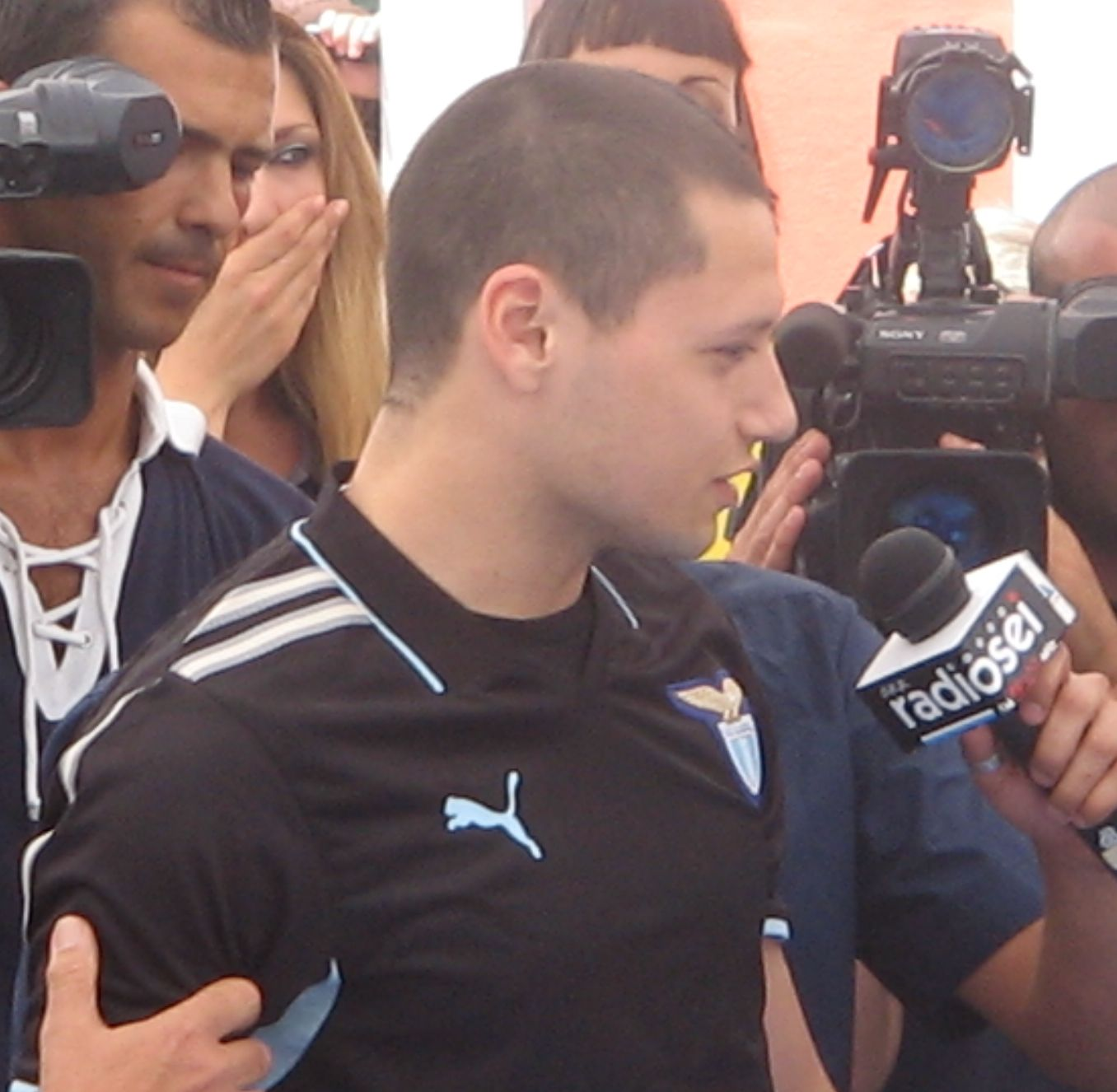
Zárate alla presentazione con la Lazio nell'estate del 2008.

Il 31 agosto esordisce con i biancocelesti in Serie A, realizzando subito una doppietta contro il Cagliari nella partita vinta 4-1: suoi sono i gol del pari (su rigore) e del 2-1. Segna anche nelle due partite successive: nella seconda giornata di campionato fa il suo esordio all'Olimpico, presentandosi davanti ai propri tifosi con la prima rete nel 2-0 della Lazio sulla Sampdoria, con un sinistro a giro dal limite dell'area di rigore, e mette a segno contro il Milan a San Siro (4-1) l'unica marcatura della Lazio. Il 28 settembre 2008 realizza la sua seconda doppietta in Serie A, nella vittoria per 3-1 in casa del Torino.
Non si fa attendere molto neanche sui calci di punizione, considerata una sua specialità: all'undicesima giornata contro il Siena piazza un calcio di punizione all'incrocio dei pali, nella partita terminata poi 3-0. Il 3 dicembre 2008 sigla il suo primo gol in Coppa Italia contro il Milan, terminato 1–2 a vantaggio della Lazio. In seguito attraversa un periodo di crisi a partire specialmente dalla quindicesima giornata, quando per un periodo riesce a segnare solamente una rete e a fornire due assist. Proprio nel periodo di maggiori critiche, risponde con la prima doppietta all'Olimpico che vale la vittoria nella sfida Lazio-Bologna 2-0. Circa un mese e mezzo dopo realizza il suo primo ed unico gol nel derby di Roma con un tiro da quasi 30 metri effettuato a seguito di un'azione personale. Anche grazie alla rete di Zárate, la stracittadina termina col punteggio di 4-2 in favore della Lazio.: resterà l'unica vittoria nei sei derby disputati dall'argentino nelle sue prime tre stagioni in biancoceleste (cinque sconfitte). Segnerà nelle giornate successive un altro gol contro il Genoa, uno contro la Reggina e ancora uno contro la Juventus in semifinale di Coppa Italia.
Il 30 aprile 2009, giorno indicato come termine massimo per il riscatto di Zárate, il presidente Claudio Lotito, volato in Qatar da vari giorni, mette sotto contratto il giocatore per cinque anni, con un ingaggio a salire di 1,5 milioni a stagione, pagando una cifra che si aggira intorno ai 20 milioni di euro. Il primo trofeo italiano conquistato da Zárate è la Coppa Italia. Nella finale contro la Sampdoria (1-1) Mauro sigla il gol del vantaggio, oltre ad uno dei rigori che avrebbero sancito la vittoria della squadra allenata da Delio Rossi. Concluderà la stagione con 41 presenze e 16 reti complessive, risultando così il miglior marcatore stagionale della Lazio.
Durante la sua seconda stagione in biancoceleste la squadra è allenata dal nuovo tecnico Davide Ballardini. L'8 agosto 2009 vince la Supercoppa Italiana battendo 2-1 l'Inter nella gara disputata a Pechino. La squadra del tecnico ravennate, nonostante la vittoria della Supercoppa, gioca male e in Europa League raccoglie un'eliminazione nel girone qualificatorio. Nella competizione europea Zárate esordisce nella gara dei play-off vinta 3-0 contro l'Elfsborg, segnando la rete del momentaneo 2-0. Nel girone di qualificazione segnerà altri tre gol: uno nella trasferta contro il Levski Sofia, dove sigla la seconda marcatura della gara; e due al Villareal, rispettivamente uno nella gara d'andata e l'altro in quella di ritorno. In campionato segna la sua prima rete stagionale contro il Parma, su rigore; si ripete alla sesta giornata segnando la rete dell'1-1 contro il Palermo. Realizza anche, con l'involontario aiuto di Thiago Silva, il gol dell'1-2 al Milan. A febbraio 2010 l'allenatore Ballardini viene esonerato essendo la Lazio in zona retrocessione: con l'arrivo di Edoardo Reja, alla ventiseiesima giornata, Zárate torna al gol segnando la rete dello 0-2 al Parma, su un assist di Sergio Floccari.
In tal modo interrompe un'astinenza che in campionato durava dal 27 settembre 2009. La settimana seguente viene espulso per proteste nella trasferta a Genova contro la Sampdoria: dimostra particolare attaccamento scontando la squalifica di due giornate in Curva Nord tra i tifosi. Nel mese di marzo assiste alla gara contro il Bari assieme alla candidata governatrice della Regione Lazio Renata Polverini. Il calciatore, in quell'occasione viene individuato dal Giudice Sportivo mentre effettua il saluto romano. Per tale episodio, al termine del campionato, verrà deferito alla Commissione Disciplinare Nazionale per esser andato contro i principi di lealtà, correttezza e probità. In campionato totalizza 31 presenze e 3 reti. Nel periodo di pre-campionato estivo Zarate viene molte volte lasciato in tribuna a causa di problemi disciplinari dal tecnico Edoardo Reja. Al suo terzo campionato con la squadra capitolina, il calciatore ha come compagni di reparto Tommaso Rocchi e Sergio Floccari, oltre al giovane Libor Kozák. La sua prima marcatura stagionale vale la vittoria nella trasferta di Verona contro il Chievo (1-0) nella quinta giornata di campionato. Segna anche al Napoli (vittoria per 2-0) e all'Inter (vittoria 3-1), scavalcando Luca Castellazzi con uno splendido pallonetto.
Il 12 dicembre realizza la sua quarta rete in campionato contro la Juventus sugli sviluppi di un calcio d'angolo. Dopo un periodo difficile per incomprensioni con l'allenatore Edoardo Reja e dopo una squalifica di 2 giornate per rissa rimediata nel finale della partita Bologna-Lazio dà segnali di ripresa nella partita del 19 marzo contro il Cesena, segnando il gol decisivo (vittoria 1-0). Il 17 aprile a Catania parte dalla panchina per essersi presentato tardi agli allenamenti. Fortunatamente per lui Giuseppe Sculli si infortuna ad inizio partita che gli permette di entrare immediatamente e di fornire due assist per le reti di Mauri e di Floccari; infine al 90' calcia una splendida punizione sigillando una magnifica partita. La settimana successiva va a segno anche al Meazza contro l'Inter su un calcio di rigore da lui guadagnato. Termina il campionato segnando due reti nella trasferta di Lecce, nella vittoria per 2-4 della Lazio che garantisce alla società capitolina il quinto posto e la qualificazione nella successiva edizione dell'Europa League. Il suo bottino personale è di 9 reti e 8 assist in 35 presenze.
Il 31 agosto 2011 passa in prestito con diritto di riscatto all'Inter con cui firma un contratto quadriennale. Nel contratto c'è una clausola per la quale riceverà 15 000 euro per ogni assist. Debutta contro il Palermo alla seconda giornata di campionato. Segna il suo primo gol ufficiale il 27 settembre contro il CSKA Mosca in Champions League, competizione nella quale non aveva ancora segnato, siglando il 3-2 definitivo. Il 1º ottobre in Inter-Napoli 0-3 tocca quota 200 presenze nei vari campionati da professionista. Il 1º aprile 2012 segna la sua prima rete in campionato con la maglia dell'Inter nella vittoria 5-4 contro il Genoa. Si ripete nella partita Inter-Cesena, dove segna la rete del definitivo 2-1 della partita. Ma la sua stagione in nerazzurro risulta fallimentare.
Il 1º giugno 2012 il calciatore argentino non viene riscattato dalla squadra milanese facendo così ritorno alla Lazio. Il 30 agosto 2012 segna il suo primo gol dopo il ritorno in maglia biancoceleste in occasione della partita di ritorno dei play-off di Europa League contro gli sloveni del Mura, sconfitti dai biancocelesti per 3-1. Non accettando la convocazione alla partita di campionato del 15 dicembre 2012 Lazio-Inter, viene messo fuori rosa; chiude la stagione con appena 7 presenze e 1 gol.

#### La causa con la Lazio e il ritorno al Vélez Sársfield
A seguito della messa fuori rosa da parte della Lazio, il calciatore intenta una causa per mobbing contro la società romana che, a sua volta, gli fa causa venendo a conoscenza di un suo viaggio alle Maldive, quando invece risultava essere malato. La controversia è rimandata ad un Collegio Arbitrale. La prima udienza si è tenuta il 14 maggio 2013, senza che le parti trovassero un accordo. Il 15 luglio 2013, viene emessa la sentenza del Collegio Arbitrale che sancisce che non vi è stato mobbing da parte del club biancoceleste. Nonostante ciò, l'attaccante argentino firma un contratto con il Vélez Sársfield, poiché a suo dire considera il suo contratto con la Lazio nullo, dichiarando alla stampa di volersi avvalere dell'articolo 14 del regolamento FIFA e risolvendo il contratto unilateramente per giusta causa. In attesa di un pronunciamento della Fifa si ritrova comunque impossibilitato a giocare gare ufficiali in assenza del transfer internazionale e con il rischio di ricevere una squalifica di 6 mesi per lui e di 2 anni nella compravendita nazionale e internazionale per il Velez nel caso la Fifa non gli desse ragione.
Il 15 agosto 2013 la FIFA autorizza Mauro Zàrate a scendere in campo con la maglia del Vélez. Torna in campo con la maglia della squadra argentina il 19 agosto 2013 nella partita di campionato pareggiata per 1-1 contro l'All Boys, parte da titolare e nel corso della partita viene anche ammonito, al 62º minuto viene sostituito da Jonathan Copete. Il 24 settembre 2013 torna al gol con la maglia del club argentino in occasione della vittoria casalinga di campionato per 4-1 contro l'Atlético de Rafaela, dove prima sbaglia un calcio di rigore alla fine del primo tempo, poi si riscatta firmando il momentaneo 3-0. Il 1º febbraio 2014 vince la sua prima Supercopa Argentina, con la maglia del Velez, battendo l'Arsenal di Sarandi per 1-0. Il 15 febbraio 2014 mette a segno la sua prima doppietta stagionale, ai danni dell'Arsenal di Sarandi, siglando i momentanei 1-0 e 2-0, la partita si concluderà 3-1 per il Velez. Il 20 maggio 2014 viene eletto capocannoniere, per la seconda volta in carriera, del Campionato argentino con 13 reti.

#### West Ham e il prestito al QPR

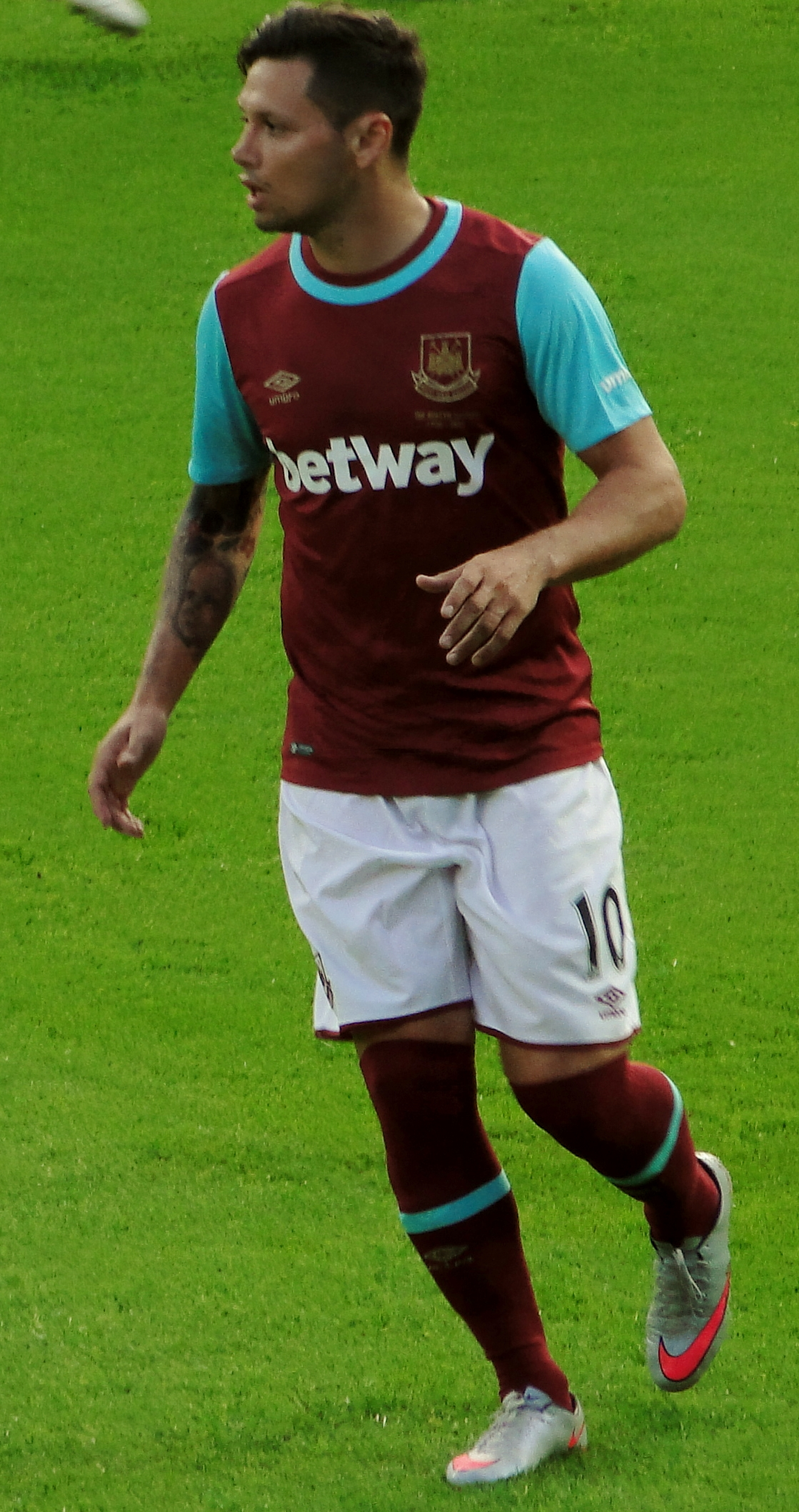
Zárate con la maglia del West Ham nel 2015.

Il 28 maggio 2014, dopo la risoluzione consensuale del contratto con il Vélez, sigla un accordo triennale con il West Ham, tornando così in Inghilterra dopo la breve esperienza con il Birmingham City nel 2008. Esordisce il 23 agosto seguente, in occasione della vittoria per 3-1 sul campo del Crystal Palace, siglando il gol dell'1-0 con un destro al volo da fuori area.
Il 6 gennaio 2015, dopo appena 8 presenze con la maglia del West Ham, passa al Queens Park Rangers con la formula del prestito. Esordisce quattro giorni più tardi nella trasferta persa, per 2-1, contro il Burnley. Il 27 maggio 2015, dopo la retrocessione in Championship, il club londinese annuncia di non voler riscattare il giocatore argentino, che fa così ritorno al West Ham.

#### Fiorentina
Il 22 gennaio 2016 la Fiorentina comunica l'acquisto a titolo definitivo del giocatore dal West Ham, per 2 milioni di euro. Due giorni più tardi torna a disputare una partita di Serie A, dopo 1218 giorni dall'ultima disputata, esordendo così in maglia viola in occasione di Fiorentina-Torino (2-0), subentrando all'82º al posto di Nikola Kalinić. Il primo gol in maglia viola arriva il 3 febbraio in occasione della partita casalinga contro il Carpi dove mette a segno al 93' la rete decisiva del 2-1 che sancisce la vittoria dei suoi. Chiude la sua prima stagione in maglia viola con un bottino di 17 presenze e 3 reti. Nella stagione seguente viene preso meno in considerazione dall'allenatore Paulo Sousa, che lo fa quasi sempre scendere in campo soltanto nei minuti finali delle partite. Il 29 settembre sigla una doppietta ai danni del Qarabağ, nel match di Europa League vinto 5-1 dai toscani al Franchi.

#### Watford, Al-Nasr e ritorno in Sudamerica
Il 25 gennaio 2017 viene ceduto al Watford, facendo così ritorno in Premier League. Esattamente un mese dopo alla sua terza presenza in Premier, in occasione della partita pareggiata per 1-1 contro il West Ham (peraltro sua ex squadra), subisce un grave infortunio al ginocchio destro, che lo costringe ad uscire dal campo in barella con l'ausilio di una bombola di ossigeno, terminando anzitempo la stagione.
Il 2 ottobre passa in prestito all'Al-Nasr, trovando come tecnico Cesare Prandelli, segnando 3 gol in 8 partite.
Il 4 gennaio 2018 viene ceduto, sempre a titolo temporaneo al Vélez Sarsfield, tornando così nel suo club di formazione a distanza di quattro anni dall'ultima volta. Segna 8 gol nel campionato argentino.
Nell'estate 2018 si accasa al Boca Juniors. Nel 2018-2019 segna 6 gol in campionato mentre con 3 gol contribuisce al raggiungimento della finale di Coppa Libertadores 2018, persa contro i rivali del River Plate senza un suo impiego. Nel 2019-2020 segna solo 2 gol in campionato, competizione che verrà vinta dal Boca. Il 4 giugno 2021 rescinde il contratto con gli Xeneizes.
Dopo quasi tre mesi firma per l’América-MG, club della massima serie brasiliana.
L'11 febbraio 2022 firma per la Juventude.
Il 28 maggio 2022 fa ritorno in Argentina accasandosi al Platense.

#### Il ritorno in Italia al Cosenza e l’ultima esperienza al Danubio
Rimasto svincolato, il 31 gennaio 2023 Zárate torna in Italia, firmando un contratto fino alla fine della stagione con il Cosenza, in Serie B.
Il 18 febbraio seguente, alla terza presenza in campionato con la formazione silana, riporta una lesione del legamento crociato anteriore del ginocchio sinistro in seguito ad uno scontro di gioco, un infortunio che conclude in anticipo la sua stagione. Ciò nonostante, la società offre al giocatore un rinnovo del contratto, per riconoscenza del suo impegno.
In estate firma per il Danubio in Uruguay disputando 7 partite di campionato tra ottobre e novembre.
Il 10 gennaio 2025, dopo aver passato un anno da svincolato, annuncia il ritiro dal calcio giocato a 37 anni.

### Nazionale
Ha preso parte al Torneo di Tolone 2006 e fu convocato per disputare il Campionato sudamericano di calcio Under-20 2007 a cui non prese parte. Poco dopo, selezionato da Alfio Basile, partecipa ad uno stage con la Nazionale maggiore nel campo dell'AFA in Ezeiza. Ha partecipato al Campionato mondiale di calcio Under-20 2007, vincendo il titolo con la sua nazionale segnando il goal decisivo in finale contro la Repubblica Ceca a quattro minuti dalla fine con una conclusione da fuori area. Nel 2008 disputa con la Nazionale Olimpica un'amichevole di preparazione ai Giochi olimpici di Pechino contro la selezione della Catalogna.

## Statistiche

### Presenze e reti nei club
Statistiche aggiornate al 14 ottobre 2023.
| Stagione            | Squadra             | Campionato          | Campionato | Campionato | Coppe nazionali | Coppe nazionali | Coppe nazionali | Coppe continentali | Coppe continentali | Coppe continentali | Altre coppe | Altre coppe | Altre coppe | Totale | Totale |
| Stagione            | Squadra             | Comp                | Pres       | Reti       | Comp            | Pres            | Reti            | Comp               | Pres               | Reti               | Comp        | Pres        | Reti        | Pres   | Reti   |
| ------------------- | ------------------- | ------------------- | ---------- | ---------- | --------------- | --------------- | --------------- | ------------------ | ------------------ | ------------------ | ----------- | ----------- | ----------- | ------ | ------ |
| 2003-2004           | Vélez Sarsfield     | PD                  | 4          | 1          | -               | -               | -               | -                  | -                  | -                  | -           | -           | -           | 4      | 1      |
| 2004-2005           | Vélez Sarsfield     | PD                  | 14         | 2          | -               | -               | -               | -                  | -                  | -                  | -           | -           | -           | 14     | 2      |
| 2005-2006           | Vélez Sarsfield     | PD                  | 23         | 3          | -               | -               | -               | CL                 | 7                  | 3                  | -           | -           | -           | 30     | 6      |
| 2006-2007           | Vélez Sarsfield     | PD                  | 32         | 16         | -               | -               | -               | CL                 | 9                  | 3                  | -           | -           | -           | 41     | 19     |
| 2007-gen. 2008      | Al-Sadd             | QL                  | 6          | 4          | -               | -               | -               | -                  | -                  | -                  | -           | -           | -           | 6      | 4      |
| gen.-giu. 2008      | Birmingham City     | PL                  | 14         | 4          | FACup+CdL       | 0               | 0               | -                  | -                  | -                  | -           | -           | -           | 14     | 4      |
| 2008-2009           | Lazio               | A                   | 36         | 13         | CI              | 5               | 3               | -                  | -                  | -                  | -           | -           | -           | 41     | 16     |
| 2009-2010           | Lazio               | A                   | 32         | 3          | CI              | 2               | 1               | UEL                | 7                  | 4                  | SI          | 1           | 0           | 42     | 8      |
| 2010-2011           | Lazio               | A                   | 35         | 9          | CI              | 1               | 0               | -                  | -                  | -                  | -           | -           | -           | 36     | 9      |
| 2011-2012           | Inter               | A                   | 22         | 2          | CI              | 2               | 0               | UCL                | 7                  | 1                  | SI          | 0           | 0           | 31     | 3      |
| 2012-2013           | Lazio               | A                   | 1          | 0          | CI              | 0               | 0               | UEL                | 6                  | 1                  | -           | -           | -           | 7      | 1      |
| Totale Lazio        | Totale Lazio        | Totale Lazio        | 104        | 25         |                 | 8               | 4               |                    | 13                 | 5                  |             | 1           | 0           | 126    | 34     |
| 2013-2014           | Vélez Sarsfield     | PD                  | 28         | 18         | CA              | 0               | 0               | CS+CL              | 3+4                | 1+0                | SA          | 1           | 0           | 36     | 19     |
| 2014-gen. 2015      | West Ham Utd        | PL                  | 7          | 2          | FACup+CdL       | 0+1             | 0               | -                  | -                  | -                  | -           | -           | -           | 8      | 2      |
| gen.-giu. 2015      | QPR                 | PL                  | 4          | 0          | FACup+CdL       | 0               | 0               | -                  | -                  | -                  | -           | -           | -           | 4      | 0      |
| 2015-gen. 2016      | West Ham Utd        | PL                  | 15         | 3          | FACup+CdL       | 1+1             | 0+1             | UEL                | 4                  | 1                  | -           | -           | -           | 21     | 5      |
| Totale West Ham     | Totale West Ham     | Totale West Ham     | 22         | 5          |                 | 3               | 1               |                    | 4                  | 1                  |             | -           | -           | 29     | 7      |
| gen.-giu. 2016      | Fiorentina          | A                   | 15         | 3          | CI              | 0               | 0               | UEL                | 2                  | 0                  | -           | -           | -           | 17     | 3      |
| 2016-gen. 2017      | Fiorentina          | A                   | 7          | 2          | CI              | 1               | 0               | UEL                | 1                  | 2                  | -           | -           | -           | 9      | 4      |
| Totale Fiorentina   | Totale Fiorentina   | Totale Fiorentina   | 22         | 5          |                 | 1               | 0               |                    | 3                  | 2                  |             | -           | -           | 26     | 7      |
| gen.-giu. 2017      | Watford             | PL                  | 3          | 0          | FACup+CdL       | 0               | 0               | -                  | -                  | -                  | -           | -           | -           | 3      | 0      |
| ago.-ott. 2017      | Watford             | PL                  | 0          | 0          | FACup+CdL       | 0               | 0               | -                  | -                  | -                  | -           | -           | -           | 0      | 0      |
| Totale Watford      | Totale Watford      | Totale Watford      | 3          | 0          |                 | -               | -               |                    | -                  | -                  |             | -           | -           | 3      | 0      |
| ott. 2017-gen. 2018 | Al-Nasr             | FL                  | 8          | 3          | CdP+EEC         | 0+5             | 0               | -                  | -                  | -                  | -           | -           | -           | 13     | 3      |
| gen.-giu 2018       | Vélez Sarsfield     | PD                  | 13         | 8          | CA              | 0               | 0               | -                  | -                  | -                  | -           | -           | -           | 13     | 8      |
| Totale Vélez        | Totale Vélez        | Totale Vélez        | 114        | 49         |                 | -               | -               |                    | 23                 | 7                  |             | 1           | 0           | 138    | 56     |
| 2018-2019           | Boca Juniors        | PD                  | 23         | 6          | CA              | 3               | 0               | CL                 | 9                  | 4                  | -           | -           | -           | 35     | 10     |
| 2019-2020           | Boca Juniors        | PD                  | 12         | 2          | CA+CP           | 1+9             | 2+1             | CL                 | 13                 | 3                  | SA          | 0           | 0           | 38     | 8      |
| 2020-2021           | Boca Juniors        | PD                  | 9+8        | 1+1        | CA+CP           | 0               | 0               | CL                 | 0                  | 0                  | -           | -           | -           | 17     | 2      |
| Totale Boca Juniors | Totale Boca Juniors | Totale Boca Juniors | 52         | 10         |                 | 13              | 3               |                    | 22                 | 7                  |             | 0           | 0           | 87     | 20     |
| 2021-gen. 2022      | América-MG          | A/RJ+A              | 16         | 1          | CB              | 0               | 0               |                    | -                  | -                  |             | -           | -           | 16     | 1      |
| feb.-mag. 2022      | Juventude           | A/G1+B              | 3+0        | 1+0        | CB              | 0               | 0               |                    | -                  | -                  |             | -           | -           | 3      | 1      |
| gen.-giu. 2023      | Cosenza             | B                   | 3          | 0          | CI              | -               | -               | -                  | -                  | -                  | -           | -           | -           | 3      | 0      |
| ago.-dic. 2023      | Danubio             | PD                  | 7          | 1          |                 | -               | -               | CS                 | -                  | -                  |             | -           | -           | 7      | 1      |
| Totale carriera     | Totale carriera     | Totale carriera     | 407        | 110        |                 | 23              | 7               |                    | 74                 | 23                 |             | 2           | 0           | 519    | 140    |

## Palmarès

### Club
- Campionato argentino: 2

Velez Sarsfield: Clausura 2005
Boca Juniors: 2019-2020
- Coppa Italia: 2

Lazio: 2008-2009, 2012-2013
- Supercoppa italiana: 1

Lazio: 2009
- Supercopa Argentina: 2

Velez Sarsfield: 2013
Boca Juniors: 2018
- Copa Diego Armando Maradona: 1

Boca Juniors: 2021

### Nazionale
- Campionato mondiale Under-20: 1

Canada 2007

### Individuale
- Capocannoniere della Primera División argentina: 2

Apertura 2006 (12 gol)
Final 2014 (13 gol)